# Goreča vas
Goreča vas (nemško Brenndorf) je naselje v Občini Škocjan v Podjuni v Okraju Velikovec na Koroškem v Avstriji.